# Haven Metcalf
Haven Metcalf (1875 - 1940) fue un botánico y micólogo estadounidense. Accedió en el USDA a Patólogo a cargo de Investigación en Patología Forestal, de la Oficina de Vegetales Industriales

## Algunas publicaciones
- haven Metcalf. 1903. Cultural Studies of a Nematode Associated with Plant Decay. Trans. of the Am. Microscopical Soc. 24, Twenty-Fifth Annual Meeting : 89-102 en línea

### Libros
- haven Metcalf. 2010. Cultural Studies of a Nematode Associated with Plant Decay. Edición reimpresa de Kessinger Publishing, LLC, 20 pp. ISBN 1169407064

- ------------------, james franklin Collins. 1911. The control of the chestnut bark disease. N.º 467 de Farmers' bulletin. Editor Govt. Print. Off. 24 pp.

- ------------------. 1908. The immunity of the Japanese chestnut to the bark disease. 22 pp.

- La abreviatura «Metcalf» se emplea para indicar a Haven Metcalf como autoridad en la descripción y clasificación científica de los vegetales.[2]